# Pei Wenzhong
Pei Wenzhong (chino: 裴文中, inglés W. C. Pei, 5 de marzo de 1904 – 18 de septiembre de 1982) fue un paleontólogo, arqueólogo y antropólogo chino. Pei se considera el fundador de la antropología china. Se graduó en la Universidad de Pekín en 1928 y trabajó en el Cenozoic Research Laboratory (Laboratorio de Investigación Cenozoica) en Zhoukoudian. El primer cráneo del El hombre de Pekín (una parte superior) fue encontrado por Pei "en una profunda grieta de 40 m, donde Pei trabajaba, con un martillo en una mano y una vela en la otra" el 1 de diciembre de 1929, a las 4 p. m.
En 1935, Pei se graduó en la Universidad de París, y en 1955 fue miembro de la Academia China de las Ciencias. Pei escribió varios libros, entre ellos el primer libro sobre la prehistoria de China, que lo escribió en chino. Pei murió en 1982 y después de una cremación fue sepultado en Zhoukoudian, como sus colegas Yang Zhongjian y Jia Lanpo.